# 第37回日本アカデミー賞
第37回日本アカデミー賞は、2014年（平成26年）3月7日発表・授賞式が行われた、日本の映画賞。授賞式の会場はグランドプリンスホテル新高輪国際館パミールで、司会者は前回同賞最優秀主演女優賞を受賞した樹木希林と、2014年から日本アカデミー賞協会組織委員会副会長である西田敏行。

## 発表の経緯
各部門最優秀賞が発表される授賞式に先立ち、同年1月16日に各部門の優秀賞が発表された。賞の対象は2012年12月16日 - 2013年12月14日の間に、東京地区の商業映画劇場にて、有料で初公開された映画作品から選ばれ、1日3回以上、2週間以上継続して上映された40分以上の作品が対象とされる。本年度の優秀作品賞については、本来5作品が選ばれるところ、第5位の作品が同票数で2本あったため、異例の6作品選出となった。
最優秀賞の発表結果は『舟を編む』が最優秀作品賞をはじめ6部門を受賞した。また、真木よう子が最優秀主演女優賞、最優秀助演女優賞をダブル受賞し、35年前、1979年の第2回で大竹しのぶが同様の受賞をして以来の快挙となった。

## 受賞者

### 最優秀作品賞
- 舟を編む

#### 優秀作品賞
- 凶悪
- 少年H
- そして父になる
- 東京家族
- 利休にたずねよ

### 最優秀アニメーション作品賞
- 風立ちぬ

#### 優秀アニメーション作品賞
- かぐや姫の物語
- キャプテンハーロック -SPACE PIRATE CAPTAIN HARLOCK-
- 劇場版 魔法少女まどか☆マギカ [新編] 叛逆の物語
- ルパン三世VS名探偵コナン THE MOVIE

### 最優秀監督賞
- 石井裕也（舟を編む）

#### 優秀監督賞
- 是枝裕和（そして父になる）
- 白石和彌（凶悪）
- 三谷幸喜（清須会議）
- 山田洋次（東京家族）

### 最優秀脚本賞
- 渡辺謙作（舟を編む）

#### 優秀脚本賞
- 是枝裕和（そして父になる）
- 高橋泉／白石和彌（凶悪）
- 三谷幸喜（清須会議）
- 山田洋次／平松恵美子（東京家族）

### 最優秀主演男優賞
- 松田龍平（舟を編む）

#### 優秀主演男優賞
- 市川海老蔵（利休にたずねよ）
- 橋爪功（東京家族）
- 福山雅治（そして父になる）
- 渡辺謙（許されざる者）

### 最優秀主演女優賞
- 真木よう子（さよなら渓谷）

#### 優秀主演女優賞
- 上戸彩（武士の献立）
- 尾野真千子（そして父になる）
- 宮﨑あおい（舟を編む）
- 吉行和子（東京家族）

### 最優秀助演男優賞
- リリー・フランキー（そして父になる）

#### 優秀助演男優賞
- オダギリジョー（舟を編む）
- 妻夫木聡（東京家族）
- ピエール瀧（凶悪）
- 松田龍平（探偵はBARにいる2 ススキノ大交差点）
- リリー・フランキー（凶悪）

### 最優秀助演女優賞
- 真木よう子（そして父になる）

#### 優秀助演女優賞
- 蒼井優（東京家族）
- 尾野真千子（探偵はBARにいる2 ススキノ大交差点）
- 中谷美紀（利休にたずねよ）
- 余貴美子（武士の献立）

### 話題賞

#### 俳優部門
- 若林正恭（ひまわりと子犬の7日間）

#### 作品部門
- 真夏の方程式

### 新人俳優賞
- 忽那汐里（許されざる者、つやのよる ある愛に関わった、女たちの物語）
- 黒木華（舟を編む、草原の椅子）
- 壇蜜（甘い鞭）
- 濱田ここね（おしん）
- 綾野剛（横道世之介、夏の終り）
- 菅田将暉（共喰い）
- 星野源（箱入り息子の恋、地獄でなぜ悪い）
- 吉岡竜輝（少年H）

### 最優秀音楽賞
- 久石譲（風立ちぬ）

#### 優秀音楽賞
- 岩代太郎（利休にたずねよ）
- 荻野清子（清須会議）
- 松本淳一／森敬／松原毅（そして父になる）
- 渡邊崇（舟を編む）
- 久石譲（かぐや姫の物語、東京家族）

### 最優秀撮影賞
- 笠松則通（許されざる者）

#### 優秀撮影賞
- 瀧本幹也（そして父になる）
- 近森眞史（東京家族）
- 浜田毅（利休にたずねよ）
- 藤澤順一（舟を編む）

### 最優秀照明賞
- 渡邊孝一（許されざる者）

#### 優秀照明賞
- 藤井稔恭（そして父になる）
- 安藤清人（利休にたずねよ）
- 長田達也（舟を編む）
- 渡邊孝一（東京家族）

### 最優秀美術賞
- 吉田孝（利休にたずねよ）

#### 優秀美術賞
- 種田陽平／黒瀧きみえ（清須会議）
- 中澤克巳（少年H）
- 原田満生（舟を編む）
- 原田満生／杉本亮（許されざる者）

### 最優秀録音賞
- 加藤大和（舟を編む）

#### 優秀録音賞
- 岸田和美（東京家族）
- 瀬川徹夫（清須会議）
- 弦巻裕（そして父になる）
- 松陰信彦（利休にたずねよ）

### 最優秀編集賞
- 普嶋信一（舟を編む）

#### 優秀編集賞
- 石井巌（東京家族）
- 上野聡一（清須会議）
- 是枝裕和（そして父になる）
- 藤田和延（利休にたずねよ）

### 最優秀外国映画賞
- レ・ミゼラブル

#### 優秀外国作品賞
- きっと、うまくいく
- キャプテン・フィリップス
- ジャンゴ 繋がれざる者
- ゼロ・グラビティ

### 会長特別賞
- 大島渚（監督）
- 高野悦子（岩波ホール支配人・エキプ・ド・シネマ主宰）
- 熊谷秀夫（照明）
- 三國連太郎（俳優）
- 夏八木勲（俳優）

### 協会特別賞
- 白鳥あかね（スクリプター・脚本家）
- 福田明（衣裳）
- 吉田晴美（大道具）

### 協会栄誉賞
- 高倉健

## 授賞式中継
いずれの放送も授賞式部分は事前録画（ラジオは録音）だが、スタジオ部分は生放送となる。時間はJST。

### テレビ
- 日本テレビ系列（地上波）
  - 3月7日（金）21：00 - 22：54
  - スタジオ部分には、番組ナビゲーターとして神木隆之介（俳優）・武井咲（女優）、進行役として水卜麻美（日本テレビアナウンサー）が出演。
- 日テレプラス（CS放送）
  - 3月8日（土）21：00 - 23：00（地上波版の再放送）
  - 3月16日（日）21：00 - 翌日3月17日（月）1：00（予定、未公開シーンを加えたノーカット版）

### ラジオ
- ニッポン放送（NRN系列18局ネット）
  - 3月7日（金）22：00 - 23：30 『オールナイトニッポンGOLD〜第37回日本アカデミー賞スペシャル〜』として放送
  - スタジオ部分のメインパーソナリティとしてコトブキツカサ（映画パーソナリティ）が出演。